# ヘッシシュ・リヒテナウ
ヘッシシュ・リヒテナウ (ドイツ語: Hessisch Lichtenau, [ˈhɛsɪʃ ˈlɪçtəna͜u] ( 音声ファイル)) は、ドイツ連邦共和国ヘッセン州ヴェラ＝マイスナー郡に属す小都市である。この街は2006年に第46回ヘッセンの日の会場となった。

## 地理

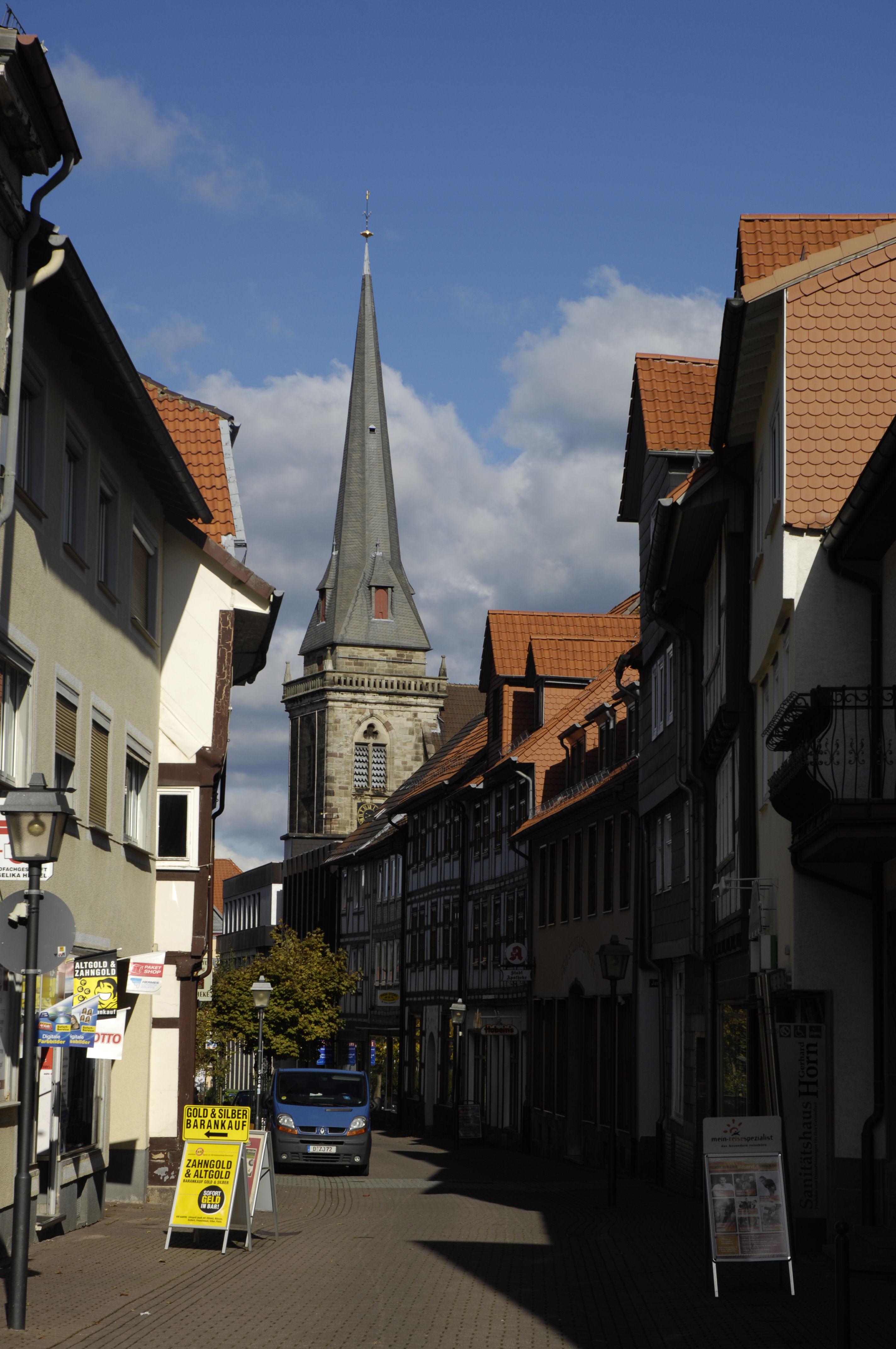
ヘッシシュ・リヒテナウの中心街

### 位置
ヘッシシュ・リヒテナウはヴェラ＝マイスナー郡に位置し、カッセルの南東約 20 km（直線距離）にあたる。北を海抜 643.4 m のヒルシュベルクを最高峰とするカウフンゲンの森、東をホーアー・マイスナー (753.6 m)、南東をアイスベルク (583 m) を含むシュテルツィンガー山地、南西をヒンメルスベルク (563.7 m) を含むギュンスターレーダー高地に囲まれている。これらの山並みに囲まれた谷状の土地を「ヘッシシュ・リヒテナウ盆地」と称する。ヘッシシュ・リヒテナウの中心部をロッセ川が流れている。

### 隣接する市町村
- 北東: ベルカタール
- 北東: グロースアルメローデ
- 東: マイスナー
- 東: ヴァルトカペル
- 南: シュパンゲンベルク
- 西: ゼーレヴァルト
- 北西: ヘルザ

### 市の構成
| - フリードリヒスブリュック - フュルステンハーゲン - ハウゼン - ヒルシュハーゲン - ホルシュタイン - ホプフェルデ - キューヒェン | - クヴェンテル - ライヒェンバッハ - レッテローデ - フェルメーデン - ヴァルブルク - ヴィッカースローデ |

## 行政

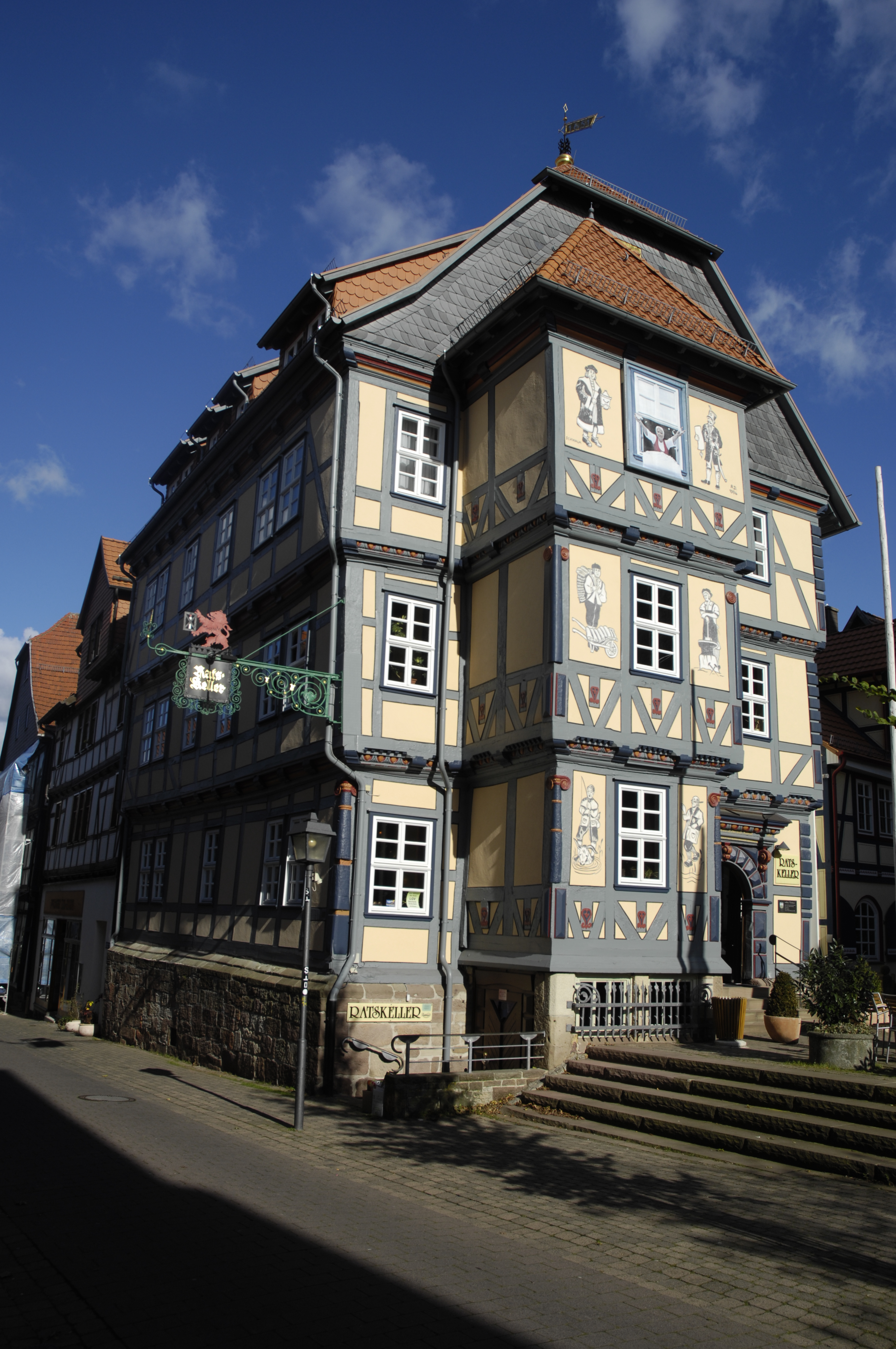
ヘッシシュ・リヒテナウ市庁舎

### 市議会
ヘッシシュ・リヒテナウの市議会は、37議席からなる。

### 市長
2016年3月20日の市長選挙決選投票でミヒャエル・ホイスナー (CDU) が 55.85 % の票を獲得して新たな市長に選出された。

### 姉妹都市
- デッセル（ベルギー、アントウェルペン州）

## 文化と見所

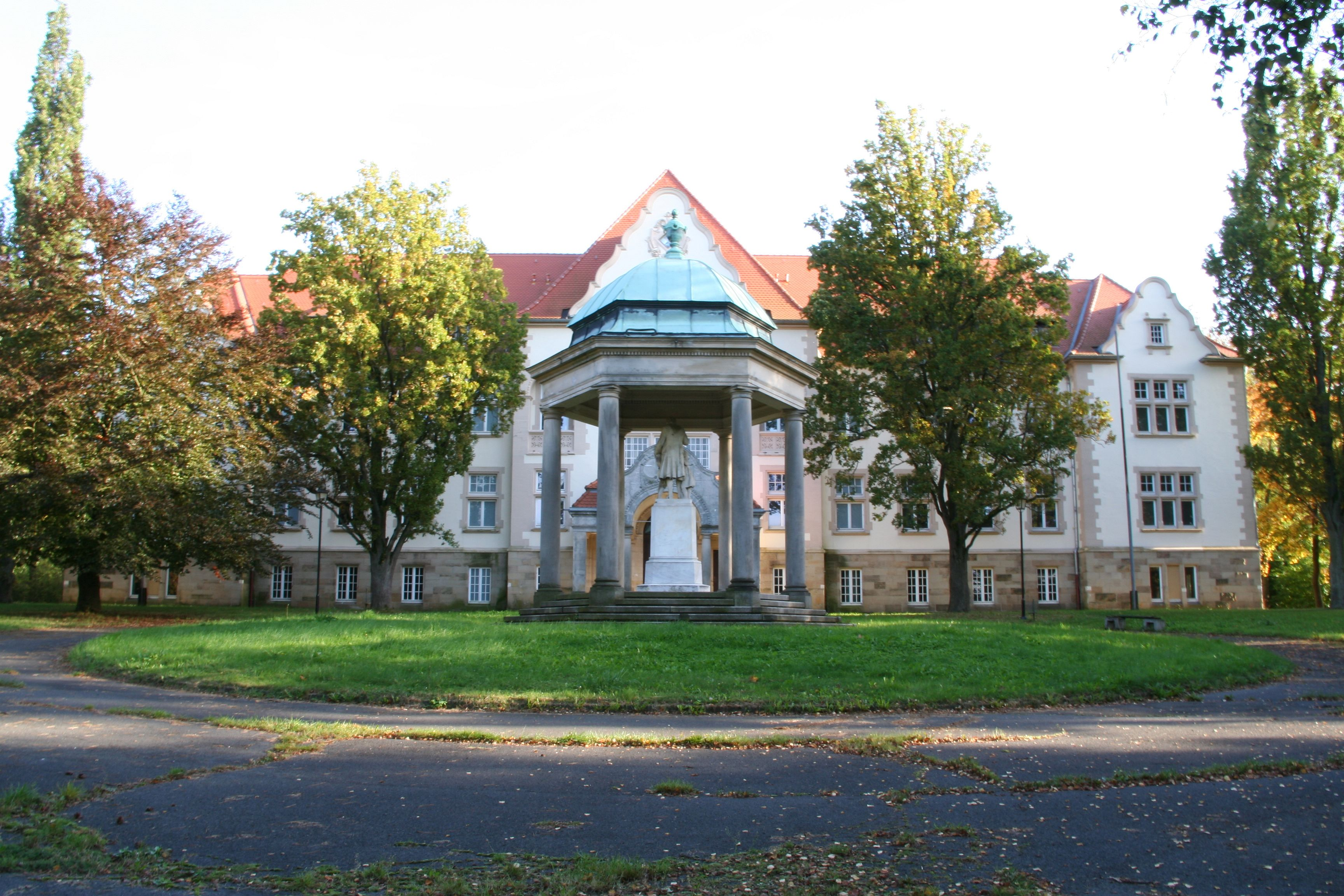
ルノワール財団

### 建造物
フュルステンハーゲン地区: ジェローム・アンリ・ルノワール財団の建築群（旧孤児院）、ペスタロッツィ記念碑、ルノワール家の廟所を含む。丘の上の池の畔に建つ。建築家ユリウス・オイベル、1903年建造。1893年に、カッセルの名誉市民ジョルジュ・アンドレー・ルノワール（1825年 - 1909年）によって創設された。隣接する農地タイヒホーフも元々はルノワール財団のものであった。
ライヒェンバッハ地区: ドイツ騎士団ヘッセン管区の教会、旧ライヒェンバッハ修道院教会は、ドイツで最も古いドイツ騎士団定住地の遺構である。ライヒェンバッハの西、海抜 522 m のシュロスベルクにライヒェンバッハ城趾が遺されている。

### 自然文化財
- ライヒェンバッハ地区のグローセ・シュタイン

### 観光
ヘッシシュ・リヒテナウは、「ホレおばさんの国への門」としてドイツ・メルヘン街道に加盟している。
- ルノワール家の廟所
- ライヒェンバッハ修道院教会
- グローセ・シュタイン

## 経済と社会資本

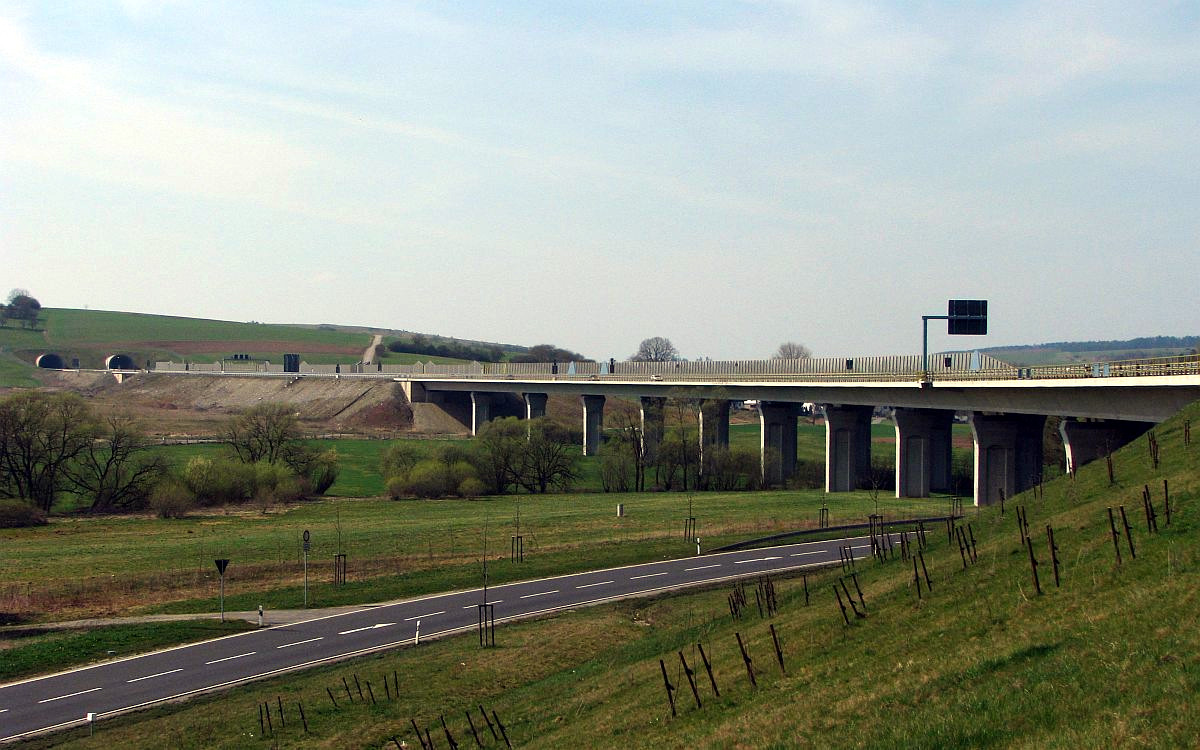
アウトバーン A44号線のヴェーレタール橋

### 交通
路面電車第4系統（マッテンベルク方面）がロッセタール鉄道を経由して直接カッセル市駅に通しており、平日は 30 分間隔、月曜日から金曜日の朝は 15 分間隔、週末は 1 時間間隔で運行している。
ライヒェンバッハ地区近郊に、国際航空路のビーコン LAU がある。
ヘッシシュ・リヒテナウは、連邦道 B7号線沿いに位置している。市の東部には、ヘッシシュ・リヒテナウ中央インターチェンジとヘッシシュ・リヒテナウ東インターチェンジ（ヴァルブルク）との間の数 km だけだが、連邦アウトバーン A44号線が開通している。この区間にはヴェーレタール橋 (530 m) やヴァルベルクトンネル (280 m) がある。この道路の、カッセルまで、およびヴォンメンまでの延長区間は、建設中あるいは計画中である。

### 教育
市内には3つの基礎課程学校がある。
- ヘッシシュ・リヒテナウ基礎課程学校
- フュルステンハーゲン基礎課程学校
- マイスナーラントシューレ・ヴァルブルク

この他に、ヘッシシュ・リヒテナウには、ギムナジウム上級学年を含む総合学校、フライヘル・フォン・シュタイン・シューレがある。

## 人物

### 出身者
- フリードリヒ・リッター（1898年 - 1989年）植物学者

### ゆかりの人物
- ハインリヒ・シェーファー（1868年 - 1957年）エジプト学者。ヘッシシュ・リヒテナウで亡くなった。

## 引用
1. ↑  Hessisches Statistisches Landesamt: Bevölkerung in Hessen am 31.12.2023 (Landkreise, kreisfreie Städte und Gemeinden, Einwohnerzahlen auf Grundlage des Zensus 2011)]
2. ↑  Max Mangold, ed (2005). Duden, Aussprachewörterbuch (6 ed.). Dudenverl. p. 400, 510. ISBN 978-3-411-04066-7
3. ↑  2011年の市議会議員選挙結果
4. ↑  “Bürgermeisterstichwahl Magistrat der Stadt Hessisch Lichtenau am 20.03.2016”. 2022年3月13日閲覧。